# جهاز الأمن والمخابرات (اليمن)
جهاز الأمن والمخابرات هو جهاز أمني تم إنشائه يوم 31 أغسطس 2019 بدمج جهاز الأمن القومي وجهاز الأمن السياسي في مناطق سيطرة جماعة أنصار الله "الحوثيين".

## التاريخ
في يوم 31 أغسطس 2019 أصدر رئيس المجلس السياسي الأعلى التابع للحوثيين مهدي المشاط القرار رقم 155 القاضي بإنشاء جهاز الأمن والمخابرات حيث تم دمج فروع جهازي الأمن القومي والأمن السياسي في مناطق سيطرة الحوثيين في جهاز استخبارتي موحد أطلق عليه اسم جهاز الأمن والمخابرات.
وعين اللواء عبد الحكيم هاشم علي الخيواني رئيساً للجهاز واللواء عبد القادر قاسم أحمد الشامي نائباً لرئيس الجهاز.

## مهام وصلاحيات الجهاز
ورث جهاز الأمن والمخابرات صلاحيات ومهام جهازي الأمن السياسي والأمن القومي حيث تتركز مهام الجهاز في حفظ الأمن الداخلي ومحاربة الإرهاب والتصدي لمعارضي الجماعة والقيام بعمليات أمنية والقيام بالمهام الاستخباراتية ورصد وجمع المعلومات في مناطق سيطرة الحكومة اليمنية المعترف بها دولياً، وتمتد صلاحية الجهاز إلى الاعتقال والاحتجاز والتحقيق مع المتهمين، ويمتلك الجهاز مراكز احتجاز.